# تزارت
تزارت هي قرية أمازيغية جبلية مغربية وسط المملكة. تنتمي تزارت لإقليم الحوز. تضم هذه القرية 14.583 نسمة (إحصاء 2004).